# 양승태
양승태(梁承泰, 1948년 1월 26일 ~ )는 대한민국의 제15대 대법원장을 역임한 법조인이다.

## 생애
1970년 서울대학교 법과대학을 졸업하고 같은 해 제12회 사법시험에 합격하였다. 사법연수원 2기를 수료한 후 법관으로 임용되어 1975년 11월 서울민사지방법원 판사로 임관했다.
대구지방법원, 서울고등법원, 제주지방법원, 사법연수원, 법원행정처, 부산고등법원, 서울중앙지방법원에서 판사로 근무하였다.
1998년 IMF 구제금융사건 당시 서울지방법원 파산부 수석부장으로 재직하였고 파산실무연구회를 조직하여 파산 관련 제반 법률문제를 연구하였다.
2002년 부산지방법원장 등을 거쳐 2003년 특허법원장으로 재직하다가 2005년 2월 대법관으로 임명되었다.
2009년 2월 16일 중앙선거관리위원회위원장으로 임명되었다.
2011년 9월 25일 이명박 대통령에 의해 대법원장에 임명되었고, 2017년 9월 24일 퇴임하였다.
검찰이 사법행정권 남용 의혹을 제기하였으나 재임 중에 자체 조사에서 문제가 없다고 밝혔으나 대법원장이 바뀌면서 대법원이 검찰에 수사 협조를 하여 강제징용 사건 재판 지연, 통합진보당 의원 지위 확인 소송 등에서 재판 개입한 정황이 드러나 검찰에 의해 구속영장이 청구되었으며 2019년 1월 24일 서울중앙지방법원 명재권(52세·27기) 영장전담 부장판사는 양승태에 대한 구속영장을 발부하면서 “범죄혐의가 상당 부분 소명되고 증거인멸 우려가 있다”고 밝혔다. 대법원장을 지낸 법조인이 구속된 사례는 대한민국의 건국 이래 처음 있는 일이다.

## 경력
- 1970년: 제12회 사법시험 합격
- 1975년 11월 ~ 1979년 9월: 서울민사지방법원 판사
- 1979년 9월 ~ 1980년 9월: 서울지방법원 영등포지원 판사
- 1980년 9월 ~ 1982년 9월: 대구지방법원 판사
- 1982년 9월 ~ 1983년 9월: 서울지방법원 남부지원 판사
- 1983년 9월 ~ 1986년 9월: 서울고등법원 판사
- 1986년 9월 ~ 1989년 9월: 제주지방법원 부장판사
- 1989년 9월 ~ 1992년 2월: 사법연수원 교수
- 1992년 2월 ~ 1993년 10월: 서울민사지방법원 부장판사
- 1993년 10월 ~ 1994년 7월: 부산고등법원 부장판사
- 1994년 7월 ~ 1995년 2월: 법원행정처 사법정책연구실장
- 1995년 2월 ~ 1999년 3월: 서울고등법원 부장판사
- 1999년 3월 ~ 2000년 7월: 서울지방법원 파산수석부장판사
- 2000년 7월 ~ 2001년 2월: 서울지방법원 민사수석부장판사
- 2001년 2월 ~ 2002년 2월: 서울지방법원 북부지원장
- 2002년 2월 ~ 2003년 2월: 부산지방법원장
- 2003년 2월 ~ 2003년 9월: 법원행정처 차장
- 2003년 9월 ~ 2005년 2월: 특허법원장
- 2005년 2월 ~ 2011년 2월: 대법원 대법관
- 2009년 2월 ~ 2011년 2월: 제16대 중앙선거관리위원회 위원장
- 2011년 9월 ~ 2017년 9월: 제15대 대법원장